# A Ferencvárosi TC 2005–2006-os szezonja
A Ferencvárosi TC 2005–2006-os szezonja szócikk a Ferencvárosi TC első számú férfi labdarúgócsapatának egy idényéről szól, mely összességében és sorozatban is a 105. idénye volt a csapatnak a magyar első osztályban. A klub fennállásának ekkor volt a 107. évfordulója.
Bár a klub a bajnokságot a 6. helyen zárta, a következő évben csak a másodosztályban indulhatott, mivel az MLSZ jogszerűtlenül megvonta a csapat licencét és kizárta az NBI-ből.

## Mérkőzések
| Színmagyarázat | Színmagyarázat |
| -------------- | -------------- |
|                | Győzelem.      |
|                | Döntetlen.     |
|                | Vereség.       |

### UEFA-kupa
1. selejtezőkör
| 2005. július 14. 20:00 |

| Ferencváros                  | 0 – 2   | MTZ-RIPA                                                             |
| ---------------------------- | ------- | -------------------------------------------------------------------- |
| Laczkó 28' Gyepes 59' Tőzsér | (0 – 1) | Mkhitaryan 38' Tarashchik 90' Zilavec 27' Stashchenyuk 45' Kontsevoy |

| Üllői út, Budapest Nézőszám: 5 000 Játékvezető: Novo Panić (bosnyák) |

| 2005. július 28. 16:00 |

| MTZ-RIPA                                         | 1 – 2   | Ferencváros                                                          |
| ------------------------------------------------ | ------- | -------------------------------------------------------------------- |
| Kontsevoy 48' Bylina Mkhitaryan 42' Mikhnyuk 64' | (0 – 1) | Lipcsei 45' Rósa 90' Keller 32' Budovinszky 55' Tímár 72' Tőzsér 87' |

| Traktor Stadion, Minszk Nézőszám: 4 500 Játékvezető: Richard Havrilla (szlovák) |

### Borsodi Liga 2005–06

#### Őszi fordulók
| 1. forduló 2005. július 31. 20:00 |

| Ferencváros                            | 0 – 1   | FC Fehérvár            |
| -------------------------------------- | ------- | ---------------------- |
| Nógrádi 17' Takács 39' Budovinszky 75' | (0 – 1) | Györök 37' Alumona 87' |

| Üllői úti stadion, Budapest Nézőszám: 5 141 Játékvezető: Fábián Mihály (magyar) |

| 2. forduló 2005. augusztus 7. 11:30 |

| Budapest Honvéd                                   | 3 – 1   | Ferencváros                     |
| ------------------------------------------------- | ------- | ------------------------------- |
| Alves 10' 37' 61' Dobos 14' Takács 29' Bojtor 92' | (2 – 0) | Tímár 69' Keller 51' Tőzsér 78' |

| Bozsik József Stadion, Budapest Nézőszám: 2 500 Játékvezető: Bede Ferenc (magyar) |

| 3. forduló 2005. augusztus 21. 11:30 |

| Ferencváros                                                             | 3 – 3   | Lombard Pápa                           |
| ----------------------------------------------------------------------- | ------- | -------------------------------------- |
| Jovánczai 6' Mutică 37' (öngól) Rósa 41' Tímár 64' Balog 68' Takács 77' | (3 – 0) | Róth 47' 67' (11-esből) 73' Lipták 69' |

| Üllői úti stadion, Budapest Nézőszám: 2 500 Játékvezető: Arany Tamás (magyar) |

| 4. forduló 2005. augusztus 27. 19:00 |

| Zalaegerszegi TE                     | 3 – 2   | Ferencváros                                              |
| ------------------------------------ | ------- | -------------------------------------------------------- |
| Csóka 7' Koplárovics 14' Kriston 24' | (3 – 1) | Lipcsei 10' Budovinszky 77' 65' Jovánczai 34' Csurka 47' |

| ZTE Aréna, Zalaegerszeg Nézőszám: 6 000 Játékvezető: Solymosi Péter (magyar) |

| 5. forduló 2005. szeptember 17. 19:00 |

| Ferencváros                                                | 1 – 1   | Kaposvári Rákóczi                    |
| ---------------------------------------------------------- | ------- | ------------------------------------ |
| Laczkó 63' Tőzsér 30' Botis 45' Lipcsei 62' Balog 67′, 91′ | (0 – 1) | Nagypál 17' Hegedűs 66' Zahorecz 90' |

| Üllői úti stadion, Budapest Nézőszám: 4 666 Játékvezető: Sápi Csaba (magyar) |

| 6. forduló 2005. szeptember 25. 11:30 |

| MTK Budapest                        | 2 – 2   | Ferencváros                                    |
| ----------------------------------- | ------- | ---------------------------------------------- |
| Hrepka 57' 75' Kanta 59' (11-esből) | (0 – 2) | Tőzsér 36' Rósa 40' (11-esből) 72' Lipcsei 18' |

| Hidegkuti Nándor Stadion, Budapest Nézőszám: 3 500 Játékvezető: Szabó Zsolt (magyar) |

| 7. forduló 2005. október 2. 11:30 |

| Ferencváros                                           | 2 – 0   | Győri ETO                          |
| ----------------------------------------------------- | ------- | ---------------------------------- |
| Nógrádi 64' Laczkó 90' Szálkai 40' Tímár 67' Erős 89' | (0 – 0) | Vincze 32' Lendvai 45' Priskin 56' |

| Üllői úti stadion, Budapest Nézőszám: 3 000 Játékvezető: Kassai Viktor (magyar) |

| 8. forduló 2005. október 16. 11:30 |

| Újpest                         | 2 – 1   | Ferencváros                                       |
| ------------------------------ | ------- | ------------------------------------------------- |
| Vermes 79' Kovács 90' Erős 52' | (0 – 1) | Böjte 31' (öngól) Balog 25' Laczkó 32' Tőzsér 72' |

| Szusza Ferenc Stadion, Budapest Nézőszám: 7 500 Játékvezető: Megyebíró János (magyar) |

| 9. forduló 2005. október 21. 18:00 |

| Ferencváros             | 1 – 1   | Diósgyőr                        |
| ----------------------- | ------- | ------------------------------- |
| Jovánczai 66' Balog 28' | (0 – 0) | Tisza 81' Farkas 62' Katona 76' |

| Üllői úti stadion, Budapest Nézőszám: 3 000 Játékvezető: Solymosi Péter (magyar) |

| 10. forduló 2005. október 29. 18:00 |

| Vasas                | 0 – 1   | Ferencváros                                                       |
| -------------------- | ------- | ----------------------------------------------------------------- |
| Waltner 61' Tóth 84' | (0 – 0) | Rósa 47' (11-esből) Bognár 60' Szálkai 82' Bartha 90' Lipcsei 85′ |

| Illovszky Rudolf Stadion, Budapest Nézőszám: 3 500 Játékvezető: Bede Ferenc (magyar) |

| 11. forduló 2005. november 5. 18:00 |

| Ferencváros                            | 0 – 2   | Rákospalotai EAC                        |
| -------------------------------------- | ------- | --------------------------------------- |
| Tímár 17′, 76′ Balog 34' Jovánczai 43' | (0 – 0) | Török 57' Torma 78' Kovács 19' Nagy 43' |

| Üllői úti stadion, Budapest Nézőszám: 4 000 Játékvezető: Sápi Csaba (magyar) |

| 12. forduló 2005. november 19. 17:00 |

| Pécsi MFC              | 0 – 0   | Ferencváros |
| ---------------------- | ------- | ----------- |
| Balaskó 53' Bajúsz 92' | (0 – 0) | Balog 48'   |

| PMFC Stadion, Pécs Nézőszám: 4 000 Játékvezető: Gergely Sándor (magyar) |

| 13. forduló 2005. november 27. 11:30 |

| Ferencváros | 0 – 0   | Debreceni VSC |
| ----------- | ------- | ------------- |
| Balog 64'   | (0 – 0) | Szabó 61'     |

| Üllői úti stadion, Budapest Nézőszám: 4 850 Játékvezető: Kassai Viktor (magyar) |

| 14. forduló 2005. december 4. 13:30 |

| FC Tatabánya                   | 2 – 3  | Ferencváros                                                   |
| ------------------------------ | ------ | ------------------------------------------------------------- |
| Deme 33' Márkus 61' Balogh 30' | (1 –1) | Tímár 14' 15' Jovánczai 68' Szalai 82' Bartha 7' Csepregi 44' |

| Városi Stadion, Tatabánya Nézőszám: 5 000 Játékvezető: Solymosi Péter (magyar) |

| 15. forduló 2005. december 10. 15:00 |

| Ferencváros                                     | 1 – 0   | FC Sopron |
| ----------------------------------------------- | ------- | --------- |
| Balog 92' Csepregi 44' Bognár 80' Bajevszki 93' | (0 – 0) | Ibrić 77' |

| Üllői úti stadion, Budapest Nézőszám: 4 000 Játékvezető: Fábián Mihály (magyar) |

#### Tavaszi fordulók
| 16. forduló 2006. február 26. 11:30 |

| FC Fehérvár                                  | 1 – 1   | Ferencváros        |
| -------------------------------------------- | ------- | ------------------ |
| Lattenstein 86' Tudor 14' Csizmadia 19′, 59′ | (0 – 0) | Tímár 80' Erős 53' |

| Sóstói Stadion, Székesfehérvár Nézőszám: 5 000 Játékvezető: Megyebíró János (magyar) |

| 17. forduló 2006. április 12. 19:00 |

| Ferencváros                                                  | 3 – 1   | Budapest Honvéd                                 |
| ------------------------------------------------------------ | ------- | ----------------------------------------------- |
| Jovánczai 27' 69' Balog 35' Lipcsei 67' (11-esből) Tímár 15' | (2 – 1) | Schrancz 45' Csobánki 17' Takács 34' Udvari 60' |

| Üllői úti stadion, Budapest Nézőszám: 4 400 Játékvezető: Szabó Zsolt (magyar) |

- Március 5-én havazás miatt elhalasztott mérkőzés.

| 18. forduló 2006. március 10. 19:00 |

| Lombard Pápa                                        | 1 – 5   | Ferencváros                                                                                |
| --------------------------------------------------- | ------- | ------------------------------------------------------------------------------------------ |
| Simpson 28' 18' Lipták 40' Varga 52′, 76′ Szűcs 53' | (1 – 0) | Laczkó 64' Bajevszki 68' Lipcsei 72' (11-esből) 16' Jovánczai 83' 84' Tímár 15' Bognár 40' |

| Perutz Stadion, Pápa Nézőszám: 4 000 Játékvezető: Makai János (magyar) |

| 19. forduló 2006. március 17. 19:00 |

| Ferencváros                                        | 2 – 2   | Zalaegerszegi TE                                       |
| -------------------------------------------------- | ------- | ------------------------------------------------------ |
| Jovánczai 16' (11-esből) 63' (11-esből) Balogh 19' | (1 – 1) | Sebők V. 19' (11-esből) Perić 59' Vasas 62' Molnár 66' |

| Üllői úti stadion, Budapest Nézőszám: 4 390 Játékvezető: Fábián Mihály (magyar) |

| 20. forduló 2006. március 25. 15:00 |

| Kaposvári Rákóczi      | 0 – 0   | Ferencváros                    |
| ---------------------- | ------- | ------------------------------ |
| Pintér 62' Zsolnai 66' | (0 – 0) | Tőzsér 24' Botis 56' Lazić 50′ |

| Rákóczi Stadion, Kaposvár Nézőszám: 5 000 Játékvezető: Saskőy Szabolcs (magyar) |

| 21. forduló 2006. április 2. 11:30 |

| Ferencváros                                 | 1 – 0   | MTK Budapest          |
| ------------------------------------------- | ------- | --------------------- |
| Lipcsei 81' (11-esből) Bognár 38' Botis 68' | (0 – 0) | Kanta 56' Horváth 92' |

| Üllői úti stadion, Budapest Nézőszám: 4 800 Játékvezető: Kassai Viktor (magyar) |

| 22. forduló 2006. április 9. 11:30 |

| Győri ETO      | 1 – 1   | Ferencváros |
| -------------- | ------- | ----------- |
| Bajzát 89' 90' | (0 – 0) | Tőzsér 47'  |

| ETO Park, Győr Nézőszám: 1 500 Játékvezető: Arany Tamás (magyar) |

| 23. forduló 2006. április 16. 11:30 |

| Ferencváros                                                  | 1 – 2   | Újpest                                                                                  |
| ------------------------------------------------------------ | ------- | --------------------------------------------------------------------------------------- |
| Lipcsei 19' (11-esből) 11' Bajevszki 32' Tímár 59' Botis 95′ | (1 – 0) | Kovács 93' lefújás után′ Rajczi 96' (11-esből) 91' Sándor 1' Böjte 44′, 89′ Vanczák 71' |

| Üllői úti stadion, Budapest Nézőszám: 9 369 Játékvezető: Saskőy Szabolcs (magyar) |

| 24. forduló 2006. április 23. 11:30 |

| Diósgyőr                 | 0 – 1   | Ferencváros                                    |
| ------------------------ | ------- | ---------------------------------------------- |
| Mogyorósi 55' Halgas 63' | (0 – 1) | Bajevski 13' Lipcsei 57' Balog 59' Leandro 72' |

| DVTK Stadion, Miskolc Nézőszám: 6 500 Játékvezető: Erdős József (magyar) |

| 25. forduló 2006. április 29. 15:00 |

| Ferencváros                                               | 3 – 1   | Vasas                         |
| --------------------------------------------------------- | ------- | ----------------------------- |
| Bajevski 8' Botis 34' Jovánczai 79' Lazić 68' Lipcsei 81' | (2 – 0) | Rósa 62' Zováth 16' Fehér 55' |

| Üllői úti stadion, Budapest Nézőszám: 4 800 Játékvezető: Sápi Csaba (magyar) |

| 26. forduló 2006. május 6. 15:00 |

| Rákospalotai EAC        | 1 – 0   | Ferencváros                      |
| ----------------------- | ------- | -------------------------------- |
| Polonkai 69' Sallai 89' | (0 – 0) | Tímár 4' Jovánczai 33' Balog 68' |

| Budai II László Stadion, Budapest Nézőszám: 4 000 Játékvezető: Bede Ferenc (magyar) |

| 27. forduló 2006. május 12. 19:00 |

| Ferencváros                              | 3 – 1   | Pécsi MFC                               |
| ---------------------------------------- | ------- | --------------------------------------- |
| Jovánczai 12' 28' Lipcsei 14' Tőzsér 33' | (3 – 0) | Kulcsár 70' Pavičević 37' Schindler 85' |

| Üllői úti stadion, Budapest Nézőszám: 4 100 Játékvezető: Kassai Viktor (magyar) |

| 28. forduló 2006. május 21. 11:30 |

| Debreceni VSC                                                   | 3 – 1   | Ferencváros                                         |
| --------------------------------------------------------------- | ------- | --------------------------------------------------- |
| Máté 2' Dzsudzsák 38' Sidibe 62' (11-esből) Kiss 35' Vukmir 54' | (2 – 1) | Lipcsei 45' (11-esből) 44' Balog 4′, 26′ Bognár 75' |

| Oláh Gábor utcai stadion, Debrecen Nézőszám: 6 000 Játékvezető: Solymosi Péter (magyar) |

| 29. forduló 2006. május 27. 19:00 |

| Ferencváros                                             | 2 – 3   | FC Tatabánya                                |
| ------------------------------------------------------- | ------- | ------------------------------------------- |
| Lipcsei 28' (11-esből) Bajevski 90' Lazic 81' Tímár 91′ | (1 – 3) | Megyesi 31' Deme 35' 45' Filó 29' Dupai 62' |

| Üllői úti stadion, Budapest Nézőszám: 4 500 Játékvezető: Szabó Sándor (magyar) |

| 30. forduló 2006. június 2. 19:00 |

| FC Sopron                  | 1 – 1   | Ferencváros              |
| -------------------------- | ------- | ------------------------ |
| Bagoly 88' 54' Horváth 90' | (0 – 1) | Bajevszki 14' Laczkó 54' |

| Káposztás utcai Stadion, Sopron Nézőszám: 2 000 Játékvezető: Arany Tamás (magyar) |

#### Végeredmény
|    | Csapat            | Játszott | Gy | D  | V  | L  | K  | GK  | Pont |
| -- | ----------------- | -------- | -- | -- | -- | -- | -- | --- | ---- |
| 1  | Debreceni VSC     | 30       | 20 | 8  | 2  | 69 | 34 | +35 | 68   |
| 2  | Újpest            | 30       | 20 | 5  | 5  | 74 | 37 | +37 | 65   |
| 3  | FC Fehérvár       | 30       | 19 | 7  | 4  | 52 | 24 | +28 | 64   |
| 4  | MTK Budapest      | 30       | 18 | 6  | 6  | 65 | 33 | +32 | 60   |
| 5  | FC Tatabánya      | 30       | 11 | 8  | 11 | 46 | 45 | +1  | 41   |
| 6  | Ferencváros       | 30       | 10 | 11 | 9  | 43 | 38 | +5  | 41   |
| 7  | Kaposvári Rákóczi | 30       | 10 | 7  | 13 | 35 | 41 | -6  | 37   |
| 8  | Diósgyőr          | 30       | 10 | 7  | 13 | 33 | 44 | -11 | 37   |
| 9  | Győri ETO         | 30       | 9  | 9  | 12 | 47 | 50 | -3  | 36   |
| 10 | FC Sopron         | 30       | 9  | 8  | 13 | 39 | 39 | 0   | 35   |
| 11 | Zalaegerszegi TE  | 30       | 9  | 8  | 13 | 42 | 47 | -5  | 35   |
| 12 | Pécsi MFC         | 30       | 8  | 9  | 13 | 37 | 41 | -4  | 33   |
| 13 | Budapest Honvéd   | 30       | 8  | 9  | 13 | 33 | 52 | -19 | 33   |
| 14 | Rákospalotai EAC  | 30       | 7  | 5  | 18 | 30 | 59 | -29 | 26   |
| 15 | Vasas             | 30       | 5  | 10 | 15 | 32 | 47 | -15 | 25   |
| 16 | Lombard Pápa      | 30       | 5  | 7  | 18 | 30 | 76 | -46 | 22   |

#### Helyezések fordulónként
| Forduló  | 1  | 2  | 3  | 4  | 5  | 6  | 7  | 8  | 9  | 10 | 11 | 12 | 13 | 14 | 15 | 16 | 17 | 18 | 19 | 20 | 21 | 22 | 23 | 24 | 25 | 26 | 27 | 28 | 29 | 30 |
| -------- | -- | -- | -- | -- | -- | -- | -- | -- | -- | -- | -- | -- | -- | -- | -- | -- | -- | -- | -- | -- | -- | -- | -- | -- | -- | -- | -- | -- | -- | -- |
| Helyszín | O  | I  | O  | I  | O  | I  | O  | I  | O  | I  | O  | I  | O  | I  | O  | I  | O  | I  | O  | I  | O  | I  | O  | I  | O  | I  | O  | I  | O  | I  |
| Eredmény | V  | V  | D  | V  | D  | D  | GY | V  | D  | GY | V  | D  | D  | GY | GY | D  | GY | GY | D  | D  | GY | D  | V  | GY | GY | V  | GY | V  | V  | D  |
| Helyezés | 12 | 16 | 15 | 16 | 15 | 14 | 15 | 13 | 13 | 11 | 11 | 12 | 12 | 11 | 8  | 10 | 8  | 6  | 5  | 5  | 5  | 5  | 6  | 5  | 5  | 5  | 5  | 5  | 5  | 6  |

Helyszín: O = Otthon; I = Idegenben. Eredmény: GY = Győzelem; D = Döntetlen; V = Vereség.

#### Eredmények összesítése
Az alábbi táblázatban összesítve szerepelnek a Ferencváros 2005/06-os bajnokságban elért eredményei.
| Ősz/tavasz (forduló)    | Otthon | Otthon | Otthon | Otthon | Otthon | Otthon | Otthon | Idegenben | Idegenben | Idegenben | Idegenben | Idegenben | Idegenben | Idegenben |
| Ősz/tavasz (forduló)    | M      | GY     | D      | V      | LG–KG  | GK     | P      | M         | GY        | D         | V         | LG–KG     | GK        | P         |
| ----------------------- | ------ | ------ | ------ | ------ | ------ | ------ | ------ | --------- | --------- | --------- | --------- | --------- | --------- | --------- |
| Őszi szezon (1–15.)     | 8      | 2      | 4      | 2      | 8–8    | 0      | 10     | 7         | 2         | 2         | 3         | 10–12     | –2        | 8         |
| Tavaszi szezon (16–30.) | 7      | 4      | 1      | 2      | 15–10  | +5     | 13     | 8         | 2         | 4         | 2         | 10–8      | +2        | 10        |
| Összesen (1–30.)        | 15     | 6      | 5      | 4      | 23–18  | +5     | 23     | 15        | 4         | 6         | 5         | 20–20     | 0         | 18        |

### Magyar kupa
A 2004–2005-ös kupa döntőjében történtek miatt a csapatot az MLSZ kizárta a 2005–2006-os kupából.

### Felkészülési mérkőzések
| 2005. június 19. |

| Szentesi TE | 0 – 0               | Ferencváros |
| ----------- | ------------------- | ----------- |
|             | (0 – 0) Jegyzőkönyv |             |

| Szentes Nézőszám: 1 500 Játékvezető: Samu L. (magyar) |

- Pusztai László emlékmérkőzés

| 2005. június 19. |

| Szentesi Kinizsi TE | 0 – 1       | Ferencváros |
| ------------------- | ----------- | ----------- |
|                     | Jegyzőkönyv | Laczkó      |

| Szentes Nézőszám: 1 500 Játékvezető: Samu L. (magyar) |

- Pusztai László emlékmérkőzés

| 2005. június 26. |

| FK Zenta | 0 – 6               | Ferencváros                     |
| -------- | ------------------- | ------------------------------- |
|          | (0 – 3) Jegyzőkönyv | Bajevszki Laczkó Tímár Domonkos |

| Zenta Nézőszám: 2 500 Játékvezető: Kovács |

| 2005. június 30. |

| Ferencváros                                                         | 4 – 2               | Rimaszombat                      |
| ------------------------------------------------------------------- | ------------------- | -------------------------------- |
| Budovinszky 14' Rósa 23' Gyepes 45' Tőzsér 62' Takács 25' Tímár 42' | (2 – 1) Jegyzőkönyv | Purdek 9' Hadviger 89' Hilek 18' |

| Üllői úti stadion, Budapest Nézőszám: 300 |

| 2005. július 5. |

| Ferencváros | 0 – 1               | Besztercebánya        |
| ----------- | ------------------- | --------------------- |
|             | (0 – 0) Jegyzőkönyv | Bazik 87' Svintek 72' |

| Üllői úti stadion, Budapest Nézőszám: 100 Játékvezető: Selmeci |

| 2005. július 8. |

| Ferencváros                                            | 3 – 2               | Vojvodina                                              |
| ------------------------------------------------------ | ------------------- | ------------------------------------------------------ |
| Laczkó 60' Rósa 72' (11-esből) Csepregi 88' Tőzsér 74' | (0 – 1) Jegyzőkönyv | Kovačević 22' Jovanović 54' Despotović 65' Popović 72' |

| Üllői úti stadion, Budapest Nézőszám: 400 |

| 2005. szeptember 2. |

| Ferencváros                 | 3 – 0               | Slovan Bratislava |
| --------------------------- | ------------------- | ----------------- |
| Bajevszki 22' Tímár 77' 85' | (1 – 0) Jegyzőkönyv |                   |

| Üllői úti stadion, Budapest Nézőszám: 500 Játékvezető: Mocsári (magyar) |

| 2005. október 5. |

| 1. FC Slovácko | 4 – 2               | Ferencváros  |
| -------------- | ------------------- | ------------ |
| Sowunmi 18'    | (2 – 0) Jegyzőkönyv | Héray Béress |

| Dunaszerdahely |

| 2006. január 25. |

| Ciprusi magyar légiósok | 2 – 4       | Ferencváros |
| ----------------------- | ----------- | ----------- |
|                         | Jegyzőkönyv |             |

| Ciprus |

- Zavadszky Gábor emléktorna. Tizenegyesrúgások után alakult ki a végeredmény.

| 2006. január 25. |

| Apóllon Lemeszú | 2 – 0       | Ferencváros |
| --------------- | ----------- | ----------- |
| Hignett         | Jegyzőkönyv |             |

| Ciprus |

- Zavadszky Gábor emléktorna.

| 2006. január 27. |

| SEC | 1 – 4               | Ferencváros                                          |
| --- | ------------------- | ---------------------------------------------------- |
|     | (1 – 1) Jegyzőkönyv | Csepregi 18' Jovánczai 77' Bajevszki 81' Lipcsei 83' |

| Limassol |

| 2006. január 29. |

| Budućnost Podgorica     | 2 – 0               | Ferencváros |
| ----------------------- | ------------------- | ----------- |
| Kulić 77' Zafirović 82' | (0 – 0) Jegyzőkönyv | Tímár 32'   |

| Limassol |

| 2006. január 31. |

| Saturn-1991 Saint Petersburg | 2 – 2               | Ferencváros        |
| ---------------------------- | ------------------- | ------------------ |
|                              | (2 – 1) Jegyzőkönyv | Erős 41' Botis 85' |

| Limassol |

| 2006. február 8. |

| Ferencváros                      | 2 – 2               | Ružomberok               |
| -------------------------------- | ------------------- | ------------------------ |
| Lipcsei 3' (11-esből) Tőzsér 78' | (1 – 1) Jegyzőkönyv | Dovičovič 19' Sapara 71' |

| Budafok Nézőszám: 150 Játékvezető: Mocsári (magyar) |

| 2006. február 18. |

| Ferencváros          | 2 – 0               | Inter Bratislava |
| -------------------- | ------------------- | ---------------- |
| Tőzsér 11' Tímár 50' | (1 – 0) Jegyzőkönyv |                  |

| Budaörs |

## Külső hivatkozások
- A csapat hivatalos honlapja (magyarul)
- A 2005–06-os szezon menetrendje a tempofradi.hu-n (magyarul)